# Université d'État de Viatka
 (juin 2018).
Si vous disposez d'ouvrages ou d'articles de référence ou si vous connaissez des sites web de qualité traitant du thème abordé ici, merci de compléter l'article en donnant les références utiles à sa vérifiabilité et en les liant à la section « Notes et références ».
L’université d'État de Viatka (en russe : Вятский государственный университет, Viatski gossoudarstvenny ouniversitet, communément abrégé en Viatsou ou Vyatsu selon la translittération anglo-saxonne), est un établissement d'enseignement supérieur en Russie dans la ville de Kirov, Oblast de Kirov.

## Organisation
Vyatsu compte 9 institutions, regroupant 75 départements, le centre d'enseignement à distance, la filiale de Kirovo-Tchepetsk et la représentation de Viatskie Poliany, dans lesquelles étudient plus de 25 000 étudiants de 96 spécialités et 159 profils de formation. Le nombre d'employés scientifiques et pédagogiques est d'environ 1 200 personnes, dont 400 — doctorants et professeurs, plus de 600 candidats ès sciences et maîtres de conférences. L’université comprend aussi l'école de troisième cycle et de doctorat. Dans l’université fonctionnent 5 conseils spécialisés pour la défense de thèses.

## Historique[1]
En 1955, à l'initiative du directoire de l'usine Lepse de Kirov, est créé le centre de formation et de conseil de l'institut énergétique par correspondance (Всесоюзного заочного энергетического института).
Le centre de formation et de conseil est transformé en 1963 en institut polytechnique par correspondance de Kirov puis, en  1968, en institut polytechnique de Kirov.
En 1991, l'institut reçoit sa première certification de l'état et ouvre en 1992 un troisième cycle. En 1994, l'institut polytechnique est converti en université technique d'état de Viatka.
L'école doctorale ouvre en 1996. En 2001, l'université obtient le statut d'université classique, ensuite elle est renommée - université d'état de Viatka.
En 2002, s'ouvre la première école de maîtrise et, en 2008, sur base d'un superordinateur « HP » est créé le centre informatique vyatsu.
Dans la faculté de chimie, l'université crée en 2009 un « Centre scientifique et éducatif pour les matériaux polymères », unique[réf. nécessaire] de par son équipement technique
Le Lycée de l'innovation de l'éducation ouvre en 2013 comme unité structurelle de l'université d'état de Viatka.
En 2015, par décret officiel du Ministère de l'éducation, l’université des sciences humaines de Viatka est incorporée dans l'université d'état de Viatka,.

## Recteurs
- Pierre Z. Mosunov (1963—1965)
- Boris Ilitch Krasnov (1965—1973)
- Basile Y. Klabukov (1973—1981)
- Vassili Mikhaïlovitch Kondratov (1981—2005)
- Eugene V. Pimenov (2005—2009)
- Valentin Nikolavitch Pugatch (depuis 2010)